# Mineria de Ruanda

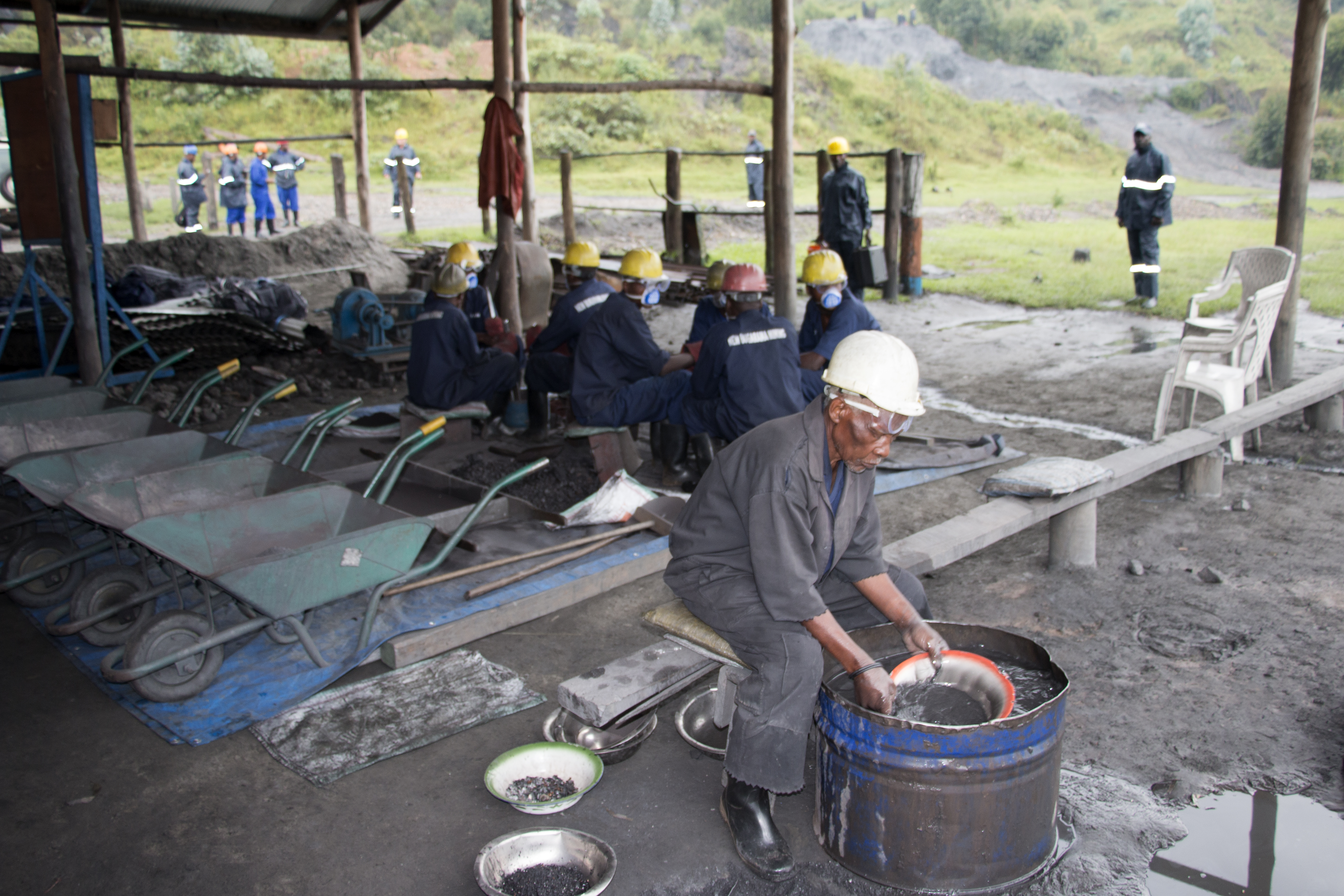
La New Bugurama Mining Company en una mina de tungstè a Ruanda.

La mineria de Ruanda consisteix en extreure minerals com l'estany, el tàntal i el tungstè. El 2010, Ruanda va obtenir uns 67,8 milions de dòlar dels Estats Units d'Amèrica en exportacions de minerals que constitueixen el 14,9% del total de les exportacions, convertint la minera en la principal font d'ingressos per exportació.

## Minerals extrets
* La cassiterita (estany mineral) va tenir el major volum de producció i exportació en unes 3.874 tones valorades en 42.2 milions de dòlars el 2010 (menys de 4.269 tones el 2009);
* Va ser seguit pel coltan amb 749 tones el 2010 per valor de 18.48 milions de dòlars (949 tones el 2009) i el volframi (mineral de tungstè) amb 843 tones valorades el 2010 a 7,1 milions de dòlars, baixant de 874 tones el 2009.
- Ruanda produeix al voltant del 9% del tàntal del món, usat en fabricació electrònica i prop del 4% del tungstè global.

A l'octubre de 2012, el Ministeri de Recursos Naturals de Ruanda va suspendre les activitats mineres a la província occidental del país sobre la base que posava en perill el riu Sebeya. La decisió es va complir amb la negativa a causa de la pèrdua de producció de les empreses mineres afectades i la pèrdua de milers de llocs de treball per als treballadors de les mines.